# Entjärnen (Skogs socken, Hälsingland)
Entjärnen är en sjö i Söderhamns kommun i Hälsingland och ingår i Ljusnan-Skärjåns kustområde. Sjön har en area på 0,0497 kvadratkilometer och ligger 51 meter över havet. Sjön avvattnas av vattendraget Löjhamnsån.

## Delavrinningsområde
Entjärnen ingår i det delavrinningsområde (677642-156637) som SMHI kallar för Ovan Tvärån. Medelhöjden är 47 meter över havet och ytan är 19,59 kvadratkilometer. Det finns inga avrinningsområden uppströms utan avrinningsområdet är högsta punkten. Avrinningsområdets utflöde Löjhamnsån mynnar i havet. Avrinningsområdet består mestadels av skog (90 procent). Avrinningsområdet har 0,19 kvadratkilometer vattenytor vilket ger det en sjöprocent på 1 procent.